# Alangulam (Tirunelveli)
Alangulam è una suddivisione dell'India, classificata come town panchayat, di 17 922 abitanti, situata nel distretto di Tirunelveli, nello stato federato del Tamil Nadu. In base al numero di abitanti la città rientra nella classe IV (da 10 000 a 19 999 persone).

## Società

### Evoluzione demografica
Al censimento del 2001 la popolazione di Alangulam assommava a 17 922 persone, delle quali 8 813 maschi e 9 109 femmine. I bambini di età inferiore o uguale ai sei anni assommavano a 2 474, dei quali 1 233 maschi e 1 241 femmine. Infine, coloro che erano in grado di saper almeno leggere e scrivere erano 12 413, dei quali 6 756 maschi e 5 657 femmine.